# BTR-40裝甲車
BTR-40是由蘇聯GAZ的V. A. Dedkov在1950至1958年制造的裝甲運兵車。BTR解為Bronetransporter(俄文：БТР，Бронетранспортер，英文解作Armoured Transporter) 。
BTR-40由GAZ-63改進而成，基本型裝有2道側門及1道尾門，可載1個駕駛員，1個指揮官，及8個士兵。

## 衍生型
蘇聯
- BTR-141—原型
  - BTR-40—原型生產型
    - BTR-40A（1951年）—防空型，裝有ZPTU-2雙聯裝KPV 14.5毫米機槍
    - BTR-40B（1956年）—裝有裝甲頂版，乘員降至1個駕駛員、1個指揮官加6個乘客
    - BTR-40V（1957年）—裝有改良型輪胎壓力調節系統
    - BTR-40ZhD（1969年）—試驗性車輛，裝有路軌輪

中国
- 55式—中国仿制版本

以色列
- BTR-40—俘虜自埃及及敘利亞軍隊

印尼
- BTR-40—裝有轻机槍及方形機槍塔，車頂裝有煙霧彈發射器
- BTR-40—裝有40毫米機炮塔，車頂裝有煙霧彈發射器及探照燈

東德
- SPW-40—東德的BTR-40
- SPW-40A—東德的BTR-40A
- SPW-40Ch—東德的BTR-40Kh
- BTR-40—裝有9M14（AT-3）反坦克導彈發射器

古巴
- BTR-40A-AA—防空型，但將原本後座的所有座位拆除，改為裝上ZPTU-2雙聯裝KPV重機槍
- BTR-40A-PB—裝有反坦克導彈發射器的BTR-40
- Jabali（M1975/4）—裝有3M11（AT-2）反坦克導彈發射器的BTR-40，只制造了小量

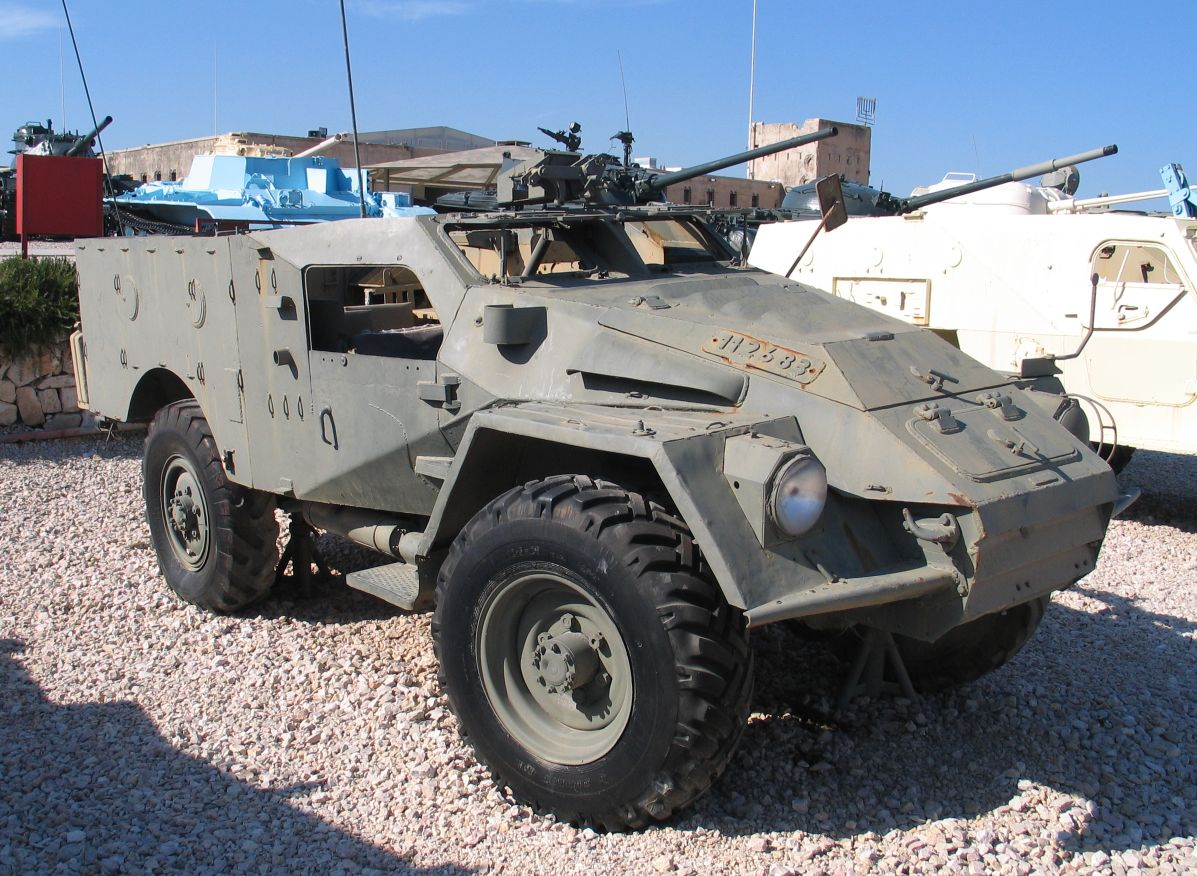
以色列的BTR-40

## 使用國
- 阿富汗
- 阿尔巴尼亚
- 柬埔寨
- 古巴
- 几内亚
- 印度尼西亞
- 伊朗
- 以色列
- 蒙古国
- 朝鮮民主主義人民共和國
- 中华人民共和国—55式
- 苏丹
- 叙利亚
- 坦桑尼亚
- 乌干达
- 越南—55式
- 葉門
- 東德
- 埃及
- 北越—55式
- 苏联

## 外部連結
- （英文）—globalsecurity.org的BTR-40介紹（页面存档备份，存于）
- （俄文）—armoured.vif2.ru的BTR-40圖片及介紹
- （俄文）—legion.wplus.net的BTR-40圖片及介紹